# دومينيك غولد
دومينيك غولد (بالفرنسية: Dominic Gould)‏
```
هو 
ممثل
 
فرنسي
، ولد في 19 سبتمبر 1964 
بلوس أنجلوس
 في 
الولايات المتحدة
.
[
1
]
[
2
]
```

## أعمال

### أفلام
- (1997) فريق مزدوج
- (2006) ماري أنطوانيت[3]

## وصلات خارجية
- دومينيك غولد على موقع IMDb (الإنجليزية)
- دومينيك غولد على موقع روتن توميتوز (الإنجليزية)
- دومينيك غولد على موقع قاعدة بيانات الأفلام العربية
- دومينيك غولد على موقع ألو سيني (الفرنسية)
- دومينيك غولد على موقع أول موفي (الإنجليزية)
- دومينيك غولد على موقع قاعدة بيانات الأفلام السويدية (السويدية)
- دومينيك غولد على موقع قاعدة بيانات الفيلم (الإنجليزية)
- دومينيك غولد على موقع كينوبويسك (الروسية)